# Hafsia Herzi
Hafsia Herzi, född 25 januari 1987 i Manosque i Alpes-de-Haute-Provence, är en fransk skådespelare med rötter i Algeriet och Tunisien.
Herzi debuterade som skådespelare 2002 och fick sitt stora genombrott 2007 i långfilmen Couscous (La graine et le mulet) för vilken hon vann Césarpriset som "Mest lovande skådespelare". Samma år tilldelades hon även Marcello Mastroianni-priset vid Filmfestivalen i Venedig för sin prestation i filmen.
2009 var hon en av skådespelarna som tilldelades Shooting Stars Award vid Filmfestivalen i Berlin.

## Filmografi i urval
- 2007 – Couscous
- 2009 – Buried Secrets
- 2011 – Källan
- 2012 – The Bag of Flour
- 2012 – Inheritance